# 켄자키 마코토
켄자키 마코토(일본어: 剣崎 真琴, 한국명 : 리라)는 도에이 애니메이션의 애니메이션 두근두근! 프리큐어에 등장하는 가공의 인물이다. 애니메이션 성우는 미야모토 카나코(일본판) / 김하영(한국판).

## 상세사항
※. 일본판 / 한국판 / 북미판 順
| 이름                 | 켄자키 마코토(剣崎 真琴) / 리라     |
| 성별                 | 여자                                |
| 생일                 | 11월 4일                            |
| 별자리               | 전갈자리                            |
| 신분                 | 중학교 2학년생 / 아이돌 스타        |
| 소속                 | 트럼프 왕국 / 오가이 제1중학교      |
| 가족관계             | 조실부모 고아                       |
| 포지션               | 주연, 조력자, 히로인                |
| 변신체               | 큐어 소드                           |
| 상징색               | 보라색                              |
| 등장 프리큐어 시리즈 | 두근두근! 프리큐어 / 심쿵! 프리큐어 |

## 인물
두근두근! 프리큐어에 등장하는 인물로 사실은 트럼프왕국이라는 우주에서 온 소녀이며 이미 아이다 마나 이전에 프리큐어로 일찍 각성한 인물이다.
적의 집단인 지코츄에 의해 나라가 멸망하면서 마지막으로 살아남은 인물이며 왕녀 마리 앙주와 함께 도망쳤지만 졸지에 헤어져서 요정 다비와 함께 지구에 오게 되었고 앙주를 찾기위해 아이돌 활동을 해오다가 오가이 제1중학교에 편입하여 마나 일행과 만난다.
나라를 지키지 못한 자책감을 가진데다가 동료들을 잃은 아픔 때문에 처음에 지구에 왔을 때는 인간관계가 소원하여서 독자적인 행동을 취해왔으나 시간이 지나면서 마나 일행과 친해지면서 친구가 되었다.
처음까지는 냉정한 성격으로 갔지만 마나 일행과 만난 이후로는 친해지게 되면서 점차 표정도 바뀌기도 하였다.
조실부모를 하였던 고아로 고아원에서 왕족인 마리 앙주의 보살핌을 받고 자랐기 때문에 마리 앙주를 찾으려고 하고있다.
자신의 나라를 멸망시킨 지코츄를 적대시하고 있다.

## 큐어 소드
나 큐어 소드가 사랑의 검으로 당신의 야망을 베어 버리겠어!(このキュアソードが愛の剣で、あなたの野望を断ち切ってみせる！)"

켄자키 마코토가 프리큐어로 변신한 모습. 상징색은 보라색이며 짧은 사이드 스타일로 나온다.
전투 시에는 큐어 하트와 같은 돌격형이며 육탄전에 강한 편이다.

### 필살기
- 홀리 소드
- 프리큐어 스파클 소드
- 알티마 소드
- 소드 허리케인

## 기타
국내 성우인 김하영 성우는 2011년에 국내방영하였던 하트캐치 프리큐어!에서 쿠루미 에리카(한국명 : 최바다) 성우를 맡은 적이 있으며 5년만에 다시 이번 프리큐어를 통해서 주연급 캐릭터를 맡았다. 또 40화 당시 마코토(리라)가 노래하였던 내용이 시청자들로부터 호평을 받았다.